# 훙허 하니족 이족 자치주
훙허 하니족 이족 자치주(홍하하니족이족자치주, 중국어: 红河哈尼族彝族自治州, 병음: Hónghé Hānízú Yízú Zìzhìzhōu)는 중화인민공화국 윈난성의 민족 자치주이다. 자치주 정부는 멍쯔 시(蒙自市)에 있다.

## 지리
윈난 성 동남부에 위치해, 남쪽은 베트남, 동쪽은 원산 좡족 먀오족 자치주, 서쪽은 푸얼 시(普洱市), 북쪽은 취징 시(曲靖市) 등과 접한다. 주 내를 홍강(홍하, 송 홍)가 동남쪽으로 흐른다. 하니족, 이족의 집단주거지이며, 이슬람교를 믿는 후이족도 많다.

## 역사
자치주는 1957년 11월 18일에 성립했다.

## 행정 구역
4개의 현급시, 6개의 현, 3개의 자치현을 관할한다.
현급시
- 거주 시(个旧市)
- 카이위안 시(开远市)
- 멍쯔 시(蒙自市)
- 미러 시(弥勒市)

현(県)
- 훙허 현(红河县)
- 뤼춘 현(绿春县)
- 젠수이 현(建水县)
- 스핑 현(石屏县)
- 루시 현(泸西县)
- 위안양 현(元阳县)

자치현

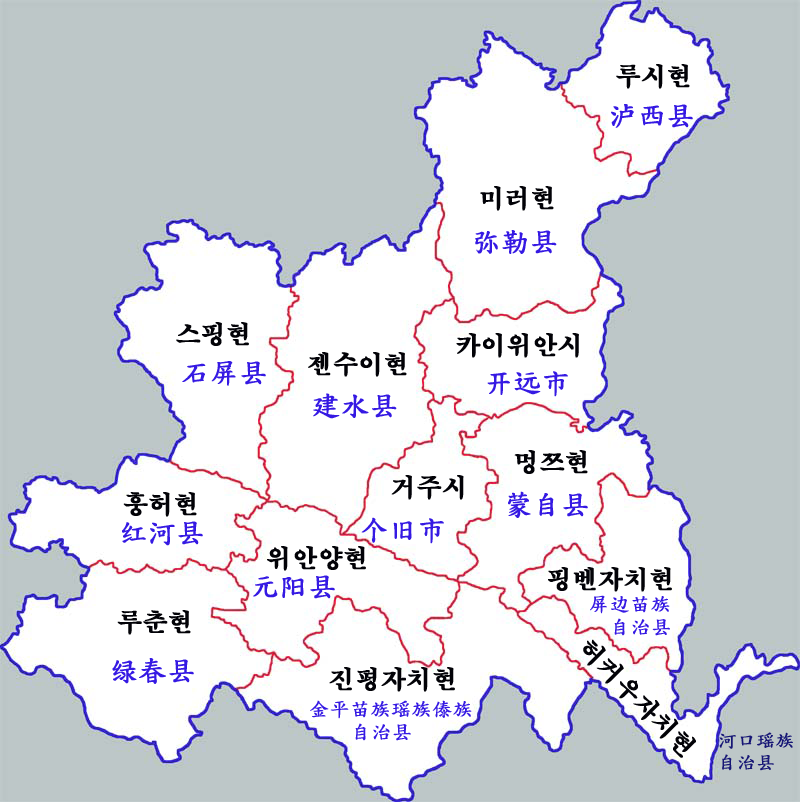
훙허 하니족이족자치주 현급 행정구역도

- 진핑 먀오족 야오족 다이족 자치현(金平苗族瑶族傣族自治县)
- 허커우 야오족 자치현(河口瑶族自治县)
- 핑볜 먀오족 자치현(屏边苗族自治县)

## 주민
2000년 인구 조사 결과 훙허의 인구는 4,130,463명이었고 인구밀도는 km2당 125.44명이었다.

### 훙허의 민족 구성 (2000)
| 민족            | 인구      | 비율   |
| --------------- | --------- | ------ |
| 한족            | 1,830,245 | 44.31% |
| 이족            | 973,732   | 23.57% |
| 하니족          | 685,727   | 16.6%  |
| 먀오족          | 274,147   | 6.64%  |
| 좡족            | 99,132    | 2.4%   |
| 다이족          | 98,164    | 2.38%  |
| 야오족          | 76,947    | 1.86%  |
| 후이족          | 68,033    | 1.65%  |
| 라후족          | 9,900     | 0.24%  |
| 바이족          | 4,161     | 0.1%   |
| 부이족          | 3,736     | 0.09%  |
| 몽골족          | 1,214     | 0.03%  |
| 투족            | 835       | 0.02%  |
| 비공인 소수민족 | 828       | 0.02%  |
| 기타            | 3,662     | 0.09%  |

## 교통
베트남의 송 홍(홍하)의 상류에 해당되는 위쪽이며, 쿤밍과 하노이를 연결하는 전월철도(滇越)가 주내를 통과하고 있어, 베트남과의 교통 상 요지이다. 특히 허커우 야오족 자치현의 현 행정부 소재지, 허커우 진(河口鎮)은 강을 경계로 베트남 북부의 마을인 라오까이와 인접하고 있어, 베트남과의 경제 교류가 활발하게 이뤄지고 있다.